# Worphausen
Worphausen (plattdeutsch Worphusen) ist ein Ortsteil der niedersächsischen Gemeinde Lilienthal im Landkreis Osterholz in Niedersachsen. Es liegt rund sieben Kilometer nordöstlich von Lilienthal und etwa 20 Kilometer nordöstlich von Bremen.

## Geschichte
Jürgen Christian Findorff hat ab 1763 acht Dörfer gegründet, die seit 1937 das jetzige Worphausen bilden. Angefangen hat er mit Lüningsee und aufgehört hat er 1808 mit Neumooringen.
Worphausen wurde 1764 gegründet und hatte Ende der 1780er Jahre in 16 Wohnhäusern 77 Einwohner, darunter 45 Kinder.
Zum 1. April 1929 wurden die damals selbstständigen Dörfer, die vom Regierungspräsidenten in Stade in einem Schreiben vom 17. August 1925 neben anderen Dörfern als „Zwerggemeinden“ beschrieben werden, durch Beschluss des Kreisausschusses des Landkreises Osterholz am 19. Januar 1928 wie folgt zusammengelegt: Mooringen und Neu Mooringen zur Gemeinde Mooringen, Schrötersdorf und Worphausen zur Gemeinde Worphausen sowie Lüninghausen, Lüningsee und Westerwede zur Gemeinde Westerwede. Lediglich Moorende bleibt selbstständig.
Acht Jahre später wurden 1937 durch den Landkreis vier Gemeinden zur neuen Gemeinde Worphausen zusammengefasst. Eine neue zentrale Schule. wurde 1937 nach Bildung der neuen Gemeinde vorgesehen, aber erst 1962 gebaut. Worphausen hatte nun ca. 1100 Einwohner.
1974 wurden die Gemeinden Heidberg, St. Jürgen, Seebergen und Worphausen in die Gemeinde Lilienthal eingegliedert. Die Einwohnerzahl der vergrößerten Gemeinde betrug ca. 15.500 Einwohner. In der Diskussion war auch eine mögliche Eingemeindung nach Grasberg und Worpswede. Selbst eine Aufteilung der Gemeinde Worphausen entsprechend den drei Kirchengemeinden war im Gespräch.
Worphausen ist von der Fläche her in etwa so groß wie Lilienthal und gehört drei verschiedenen Kirchengemeinden an (Grasberg, Lilienthal und Worpswede).
Einwohner: 2007 hatte Worphausen 2478 Einwohner.

## Infrastruktur

### Bildung
1937 wurde der Bau einer neuen Schule diskutiert und erneut in den 1950er Jahren. Bis 1962 hatte jede der kleinen Gemeinden eine eigene einklassige Schule. Danach wurde 1962 eine Mittelpunktschule als Grund- und Hauptschule in Lüninghausen gebaut. Später entstand daraus die Grundschule Worphausen.
Das Niels-Stensen-Haus, benannt nach Nicolaus Steno, dient der Erwachsenenbildung als Heimvolkshochschule des Bistums Hildesheim, wurde 1966 nach Plänen des Architekten Bernhard Wessel erbaut. Die Einrichtung verfügte über eine eigene Hauskapelle und wurde 2007 vom Bistum Hildesheim geschlossen. Heute wird das Haus von der Stiftung Leben und Arbeiten als Lebensort Niels-Stensen-Haus genutzt.

### Vereine
- Freiwillige Feuerwehr von 1942
- TSV Worphausen von 1949
- Schützenverein Worphausen von 1954
- Theatergruppe De Worphüser von 1968
- Oll'n Handwarker ut Worphusen un annere Dörper von 1973
- Worphüser Heimotfrünn von 1977
- Schulverein von 1993
- Freundeskreis Kindergarten Worphausen von 2001

### Gebäude
- Wohn- und Wirtschaftsgebäude Neumooringer Straße 4 von 1852 in Fachwerk
- Wohn- und Wirtschaftsgebäude Westerweder Straße 48 von 1855 in Fachwerk